# Мутанов Галимкаір Мутанович
Галимкаір Мутанович Мутанов (каз. Ғалымқайыр Мұтанұлы Мұтанов, народився 27 березня 1957 в селі Бельтерек Жарминського району Східноказахстанської області, в Казахстані) — казахський науковець і поет. Доктор технічних наук, професор, ректор Казахського національного університету імені аль-Фарабі. 

## Науковець
Автор понад 400 наукових публікацій. 
Член Всесвітньої Академії Мистецтв і Наук (The World Academy of Art and Science); 
Віце-президент та академік Національної академії наук Республіки Казахстан; 
Віце-президент Євразійського економічного клубу вчених; 
Президент Національної академії наук вищої школи Казахстану. 

## Поет
Водночас Галимкаір Мутанов – поет, у віршах якого вражають глибокі філософські асоціації, тонкий ліризм, чуйність та проникливість, велика любов до Батьківщини і прекрасне кохання й повага до Жінки.

## Відзнаки
Заслужений діяч науки і техніки РК.
Відзначений державними та міжнародними нагородами Казахстану, Франції, Англії, Польщі, Росії, Португалії, Ірану, Йорданії. Почесний доктор і професор понад десяти університетів світу.